# Macrodasys formeriae
Macrodasys formeriae är en djurart som tillhör fylumet bukhårsdjur, och som beskrevs av Todaro och Rocha 2004. Macrodasys formeriae ingår i släktet Macrodasys och familjen Macrodasyidae. Inga underarter finns listade i Catalogue of Life.